# Allied Group Limited
アライドグループリミテッド （英文社名:Allied Group Limited. 
LIMITED／略称:AGL、中文社名:聯合集團有限公司、SEHK: 373）は、香港を拠点とする財閥系コングロマリットである持株会社。不動産開発・投資と金融事業を行なっている。

## 歴史
AGLは、 1972年12月に Siu On Realty Company Limited の商号で香港に設立され、 1973年１月 にSEHK: 373に上場。1986年11月に Allied Overseas Investments Limitedへ商号変更を行った後、1990年１２月に現在の商号に変更された。李明治が前会長を務め、現在李明治の長男Lee Seng Hui氏がAGLのCEOを務めている。

## 会社概要
AGLは、主に香港と中国で、消費者および投資家向けの金融サービス、不動産賃貸、ホテルの運営・管理、投資を目的とした不動産開発および販売を主要な事業として 活動している 。
香港での不動産開発・投資については傘下で62.26%を保有するAllied Properties (H.K.) Limitedを通じて事業展開をし、中国本土はAllied Properties (H.K.) Limitedが大株主となっているTian An China Investments Company Limited（”Tian An”）が事業展開をしている。
2019年度12月末時点の総資産は688億4300万香港ドル（約9540億2900万円）、従業員数は3562名を有する。
|        | 2018年度 | 2019年度 |
| ------ | -------- | -------- |
| 売上高 | 5083     | 5278     |
| 総資産 | 66207    | 68843    |

reference：Annual report2019----引用

## 相関図
（Investor Presentation----引用)

## 主要関係会社
- Allied Kajima Limited
- Tian An China Investments Company Limited
- Asiasec Properties Limited
- APAC Resources Limited